# Desni Dubrovčak
Desni Dubrovčak falu Horvátországban, Sziszek-Monoszló megyében. Közigazgatásilag Martinska Ves községhez tartozik.

## Fekvése
Sziszek városától légvonalban 17, közúton 22 km-re északra, községközpontjától légvonalban 7, közúton 9 km-re északnyugatra, a Száva jobb partján fekszik. 

## Története
A település neve 1444-ben „possessio Dobrovachak” néven bukkan fel először. 1571-ben „Dobrawachyak”, 1582-ben „Dobrowachyak”, 1685-ben „possessio Dubrauchak” néven szerepel a korabeli forrásokban. 
1773-ban az első katonai felmérés térképén „Dorf Dubravchak” alakban szerepel. Zágráb vármegye Sziszeki járásához tartozott. A Száva jobb és bal partján fekvő két településrészt a 19. század második felében kezdik megkülönböztetni Desni, illetve Lijevi előtaggal. Később a két település két különböző megyéhez került. Ma Lijevi Dubravčak Zágráb megyéhez, míg Desni Dubravčak Sziszek-Monoszló megyéhez tartozik.
Desni Dubrovčaknak 1857-ben 238, 1910-ben 375 lakosa volt. 1918-ban az új szerb–horvát–szlovén állam, majd később Jugoszlávia része lett. A II. világháború idején a Független Horvát Állam része volt. A háború után a béke időszaka köszöntött a településre, enyhült a szegénység és sok ember talált munkát a közeli városokban. A falu 1991. június 25-én a független Horvátország része lett. 2011-ben 115 lakosa volt.

## Népesség
| Lakosság változása | Lakosság változása | Lakosság változása | Lakosság változása | Lakosság változása | Lakosság változása | Lakosság változása | Lakosság változása | Lakosság változása | Lakosság változása | Lakosság változása | Lakosság változása | Lakosság változása | Lakosság változása | Lakosság változása | Lakosság változása |
| ------------------ | ------------------ | ------------------ | ------------------ | ------------------ | ------------------ | ------------------ | ------------------ | ------------------ | ------------------ | ------------------ | ------------------ | ------------------ | ------------------ | ------------------ | ------------------ |
| 1857               | 1869               | 1880               | 1890               | 1900               | 1910               | 1921               | 1931               | 1948               | 1953               | 1961               | 1971               | 1981               | 1991               | 2001               | 2011               |
| 238                | 278                | 298                | 355                | 391                | 375                | 358                | 340                | 310                | 305                | 288                | 242                | 204                | 164                | 141                | 115                |

## Nevezetességei
- Hagyományos szávamenti lakóház[5] a 18. szám alatt. A 20. század elején épített emeletes faépület, melyben a szinteket külső, fedett lépcsőzet köti össze. Nyeregtetős tetőszerkezete fazsindellyel fedett. A földszinti rész lakó és gazdasági célokat egyaránt szolgált, míg az emeleti rész kizárólag lakás volt. A ház homlokzati része az utcára néz és részben fennmaradtak az eredeti nyílászárók is.

- Ugyancsak hagyományos védett lakóingatlan áll a 33. szám alatt is.[6] Több kisebb faépület is tartozik hozzá, melyek a 19. században épültek. A legnagyobb falazott gazdasági épület 1930-ban épült. Az emeletes lakóépület két fa lakóházból áll. Az egyik hagyományos nyeregtetővel, a másik felül nyitott manzárdablakokkal és bádog kéménnyel készült. A második ház főgerendáját többágú rozetta és az 1889-es évszám díszíti. Berendezése a 20. század elején készült. A ház mellett kenyérsütő kemence, istálló, hombár, kút és kukoricagóré található.

- Lijevi Dubrovčak központjában, nem messze a tűzoltóságtól és a Szent Miklós-plébániatemplomtól található a régi iskola épülete.[7] Az iskolát 1852-ben alapították, a mai kétosztályos téglaépület pedig 1904-ben épült, két tanári lakással. Egyemeletes szabadon álló épület T alakú alaprajzzal, amely külső kialakításával a historizmus stílusjegyeit viseli magán. Az eredeti épületszerkezet a mai napig fennmaradt.